# Kiloblaster
Kiloblaster è un videogioco del genere sparatutto, pubblicato da Epic MegaGames nel 1992 per MS-DOS.
Precedentemente veduto come shareware in tre episodi separati, è stato distribuito come freeware il 4 agosto 2008, insieme a Xargon.

## Modalità di gioco
Il gameplay di Kiloblaster è simile a Galaxian, anche se è possibile muoversi anche in alto e in basso (oltre che ai lati), e sono presenti diversi power-up.